# Ракиот-Пик
Ракиот-Пик[уточнить] (англ. Rakhiot Peak) — вершина высотой 7070 метров над уровнем моря в Гималаях. Ракиот-Пик является одной из второстепенных вершин девятого по высоте восьмитысячника мира Нанга-Парбат.

## Физико-географическая характеристика
Вершина Ракиот-Пик расположена в северо-западной оконечности Западных Гималаев в горном массиве Нанга-Парбат примерно в четырёх километрах к востоку от основной вершины. Вершина расположена на гребне, венчающем Ракиотскую стену. От Ракиот-Пика идёт спуск к Северному Седлу (6850 метров) — перевалу между вершиной и Серебряным Седлом — характерной седловиной в восточном гребне Нанга-Парбат, через который лежит путь на предвершинный гребень, по которому возможен выход на вершину. К северо-северо-востоку от Ракиот-Пика расположена ещё одна второстепенная вершина массива Чонгра-Пик (6830 метров).

## История восхождений
Первое восхождение на вершину было совершено 16 июля 1932 года в рамках первой немецкой экспедицию на вершину Нанга-Парбат, возглавляемой немецким альпинистом Вилли Мерклем. Двое участников экспедиции, австриец Питер Ашенбреннер и немец Герберт Кюниг, поднялись на Ракиот-Пик из промежуточного лагеря на Северном Седле.